# Xenocerus
Xenocerus är ett släkte av skalbaggar. Xenocerus ingår i familjen plattnosbaggar.

## Bildgalleri

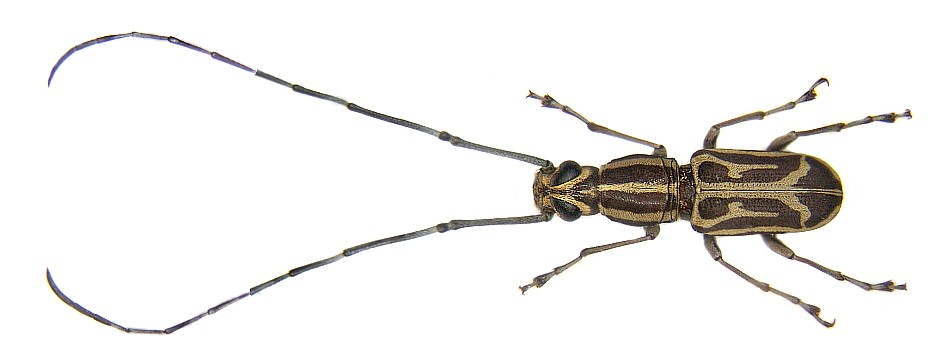
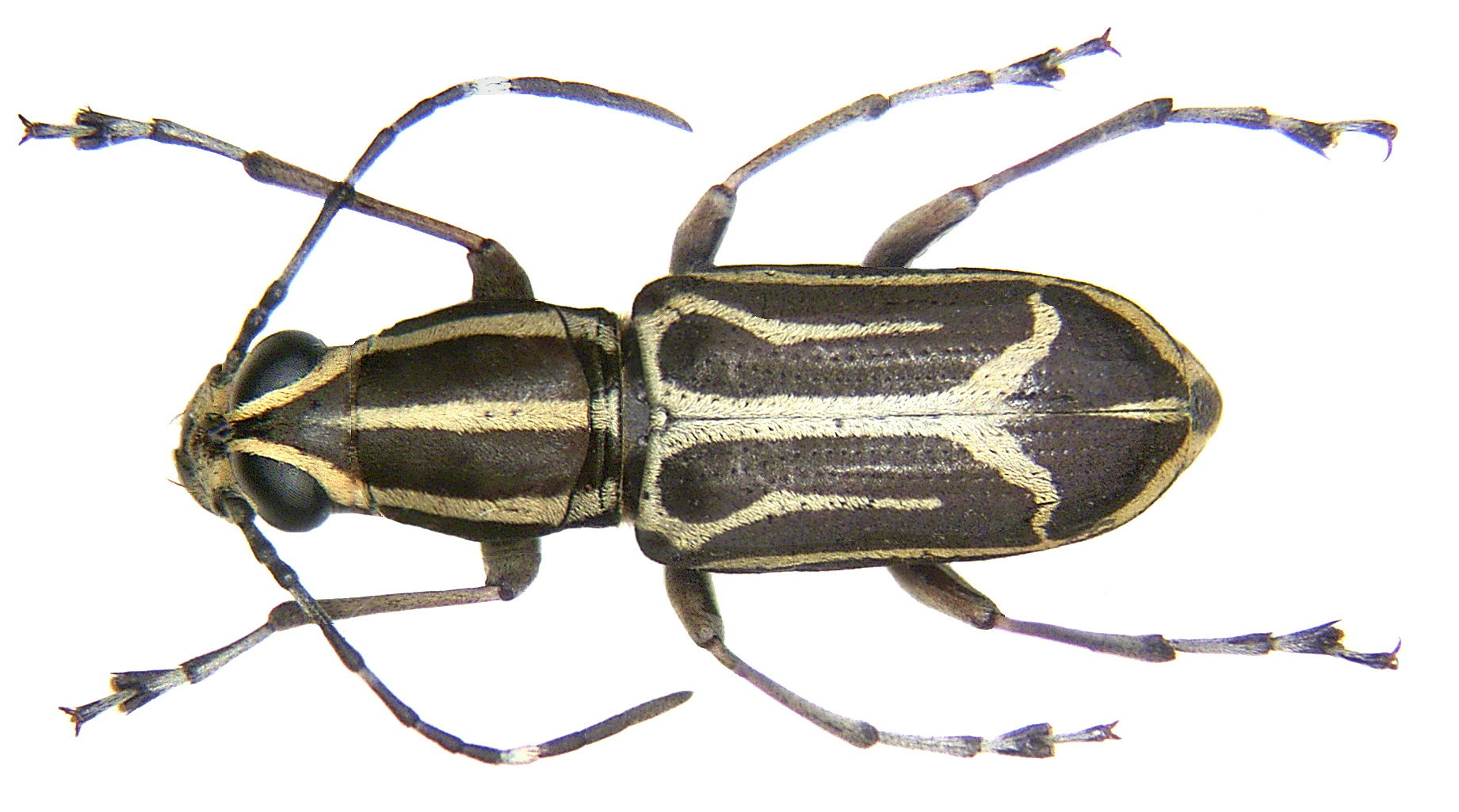

## Dottertaxa tillXenocerus, i alfabetisk ordning[1]
- Xenocerus acosmetus
- Xenocerus acrus
- Xenocerus albotriangularis
- Xenocerus alorensis
- Xenocerus aluensis
- Xenocerus anandrous
- Xenocerus anandrus
- Xenocerus ancorinus
- Xenocerus ancyra
- Xenocerus andamanensis
- Xenocerus annulifer
- Xenocerus anthriboides
- Xenocerus arcifer
- Xenocerus arciferus
- Xenocerus atratus
- Xenocerus australicus
- Xenocerus austrinus
- Xenocerus barbicornis
- Xenocerus basilanus
- Xenocerus beesoni
- Xenocerus bennigseni
- Xenocerus bicinctus
- Xenocerus birmanicus
- Xenocerus buruanus
- Xenocerus callimus
- Xenocerus charis
- Xenocerus cinctus
- Xenocerus compressicornis
- Xenocerus confertus
- Xenocerus conjunctus
- Xenocerus continens
- Xenocerus corae
- Xenocerus cratus
- Xenocerus cultus
- Xenocerus cylindricollis
- Xenocerus dacrytus
- Xenocerus decemguttatus
- Xenocerus deletus
- Xenocerus desertus
- Xenocerus detersus
- Xenocerus discrepans
- Xenocerus dives
- Xenocerus divisus
- Xenocerus dohertyi
- Xenocerus eichhorni
- Xenocerus eichorni
- Xenocerus enganensis
- Xenocerus epomis
- Xenocerus equestris
- Xenocerus everetti
- Xenocerus evidens
- Xenocerus fasciatus
- Xenocerus fastuosus
- Xenocerus fimbriatus
- Xenocerus flagellatus
- Xenocerus fruhstorferi
- Xenocerus fucatus
- Xenocerus furcifer
- Xenocerus hamifer
- Xenocerus henricus
- Xenocerus herbertus
- Xenocerus hippotes
- Xenocerus humeralis
- Xenocerus inarmatus
- Xenocerus insignis
- Xenocerus interruptus
- Xenocerus jacobsoni
- Xenocerus kaioanus
- Xenocerus kaloanus
- Xenocerus khasianus
- Xenocerus kuehni
- Xenocerus lacrimosus
- Xenocerus lacrymans
- Xenocerus lactifer
- Xenocerus laevicollis
- Xenocerus lateralis
- Xenocerus latifasciatus
- Xenocerus lautus
- Xenocerus leucogrammus
- Xenocerus licheneus
- Xenocerus lineatus
- Xenocerus longicornis
- Xenocerus longinus
- Xenocerus luctificus
- Xenocerus maculatus
- Xenocerus mamillatus
- Xenocerus megistus
- Xenocerus mesites
- Xenocerus mesosternalis
- Xenocerus metrius
- Xenocerus molitor
- Xenocerus monstrator
- Xenocerus mortiensis
- Xenocerus nativitatis
- Xenocerus niveofasciatus
- Xenocerus olivaceus
- Xenocerus ornatus
- Xenocerus perfossus
- Xenocerus perplexus
- Xenocerus phaleratus
- Xenocerus philippinensis
- Xenocerus pictus
- Xenocerus platyzona
- Xenocerus pruinosus
- Xenocerus punctatus
- Xenocerus puncticollis
- Xenocerus purus
- Xenocerus rectilineatus
- Xenocerus rosseliensis
- Xenocerus rubianus
- Xenocerus rufus
- Xenocerus russatus
- Xenocerus salamandrinus
- Xenocerus saleyerensis
- Xenocerus samaranus
- Xenocerus sambawanus
- Xenocerus saperdoides
- Xenocerus scalaris
- Xenocerus scutellaris
- Xenocerus semiluctuosus
- Xenocerus seminiveus
- Xenocerus senex
- Xenocerus sibuyanus
- Xenocerus siccus
- Xenocerus simplex
- Xenocerus singularis
- Xenocerus speciosus
- Xenocerus speracerus
- Xenocerus spilotus
- Xenocerus striatus
- Xenocerus suadus
- Xenocerus sudestensis
- Xenocerus suturalis
- Xenocerus syndetus
- Xenocerus tenuatus
- Xenocerus tephrus
- Xenocerus timius
- Xenocerus timorensis
- Xenocerus toliensis
- Xenocerus tombarus
- Xenocerus trapezifer
- Xenocerus umbrinus
- Xenocerus variabilis
- Xenocerus varians
- Xenocerus websteri
- Xenocerus velutinus
- Xenocerus whiteheadi
- Xenocerus vidua
- Xenocerus vinosus
- Xenocerus virgatus
- Xenocerus ypsilon